# Yishva
Yishva est un fils d'Aser fils de Jacob et de Zilpa.

## Yishva et ses frères
Yishva a pour frères Yimna, Yishvi, Beria et a pour sœur Serah,.

## Yishva en Égypte
Yishva part avec son père Aser et son grand-père Jacob pour s'installer en Égypte au pays de Goshen dans le delta du Nil.

## Les descendants de Yishva
La famille des descendants de Yishva n'est pas mentionnée comme sortante du pays d'Égypte avec Moïse,.
La famille des descendants de Yishva rebrousse chemin pour retourner en Égypte après la mort d'Aaron mais elle est poursuivie, rattrapée et anéantie par les Lévites.